# Sphinx plota
Sphinx plota är en fjärilsart som beskrevs av John Kern Strecker 1875. Sphinx plota ingår i släktet Sphinx och familjen svärmare. Inga underarter finns listade i Catalogue of Life.